# Trophée des champions 2009
La Supercoppa di Francia 2009 (ufficialmente Trophée des champions 2009) è stata la trentatreesima edizione della Supercoppa di Francia, la quattordicesima organizzata dalla Ligue de Football Professionnel.
Si è svolta il 25 luglio 2009 allo Stadio Olimpico di Montréal tra il Bordeaux, vincitore della Ligue 1 2008-2009, e il Guingamp, vincitore della Coppa di Francia 2008-2009. È stata la prima edizione del trofeo a svolgersi al di fuori della Francia. A conquistare il titolo è stato il Bordeaux, che si è imposto per 2-0 con reti di Fernando Cavenaghi e Fernando Menegazzo.

## Partecipanti
| Squadre  | Qualificazione                             | Partecipazioni precedenti (il grassetto indica la vittoria) |
| -------- | ------------------------------------------ | ----------------------------------------------------------- |
| Bordeaux | Vincitore della Ligue 1 2008-2009          | 5 (1968, 1985, 1986, 1999, 2008)                            |
| Guingamp | Vincitore della Coppa di Francia 2008-2009 | Nessuna                                                     |

## Tabellino
| Arbitro: | Depiero |

|                               |           |  |
| Cavenaghi 38’ Menegazzo 90+1’ | Marcatori |  |

| Bordeaux | Guingamp |

### Formazioni
| Bordeaux:       |    |                    |     |     |
|                 |    |                    |     |     |
| P               | 1  | Cédric Carrasso    |     |     |
| D               | 21 | Matthieu Chalmé    | 74’ |     |
| D               | 3  | Carlos Henrique    |     |     |
| D               | 27 | Marc Planus        |     |     |
| D               | 28 | Benoît Trémoulinas |     |     |
| C               | 4  | Alou Diarra (c)    |     |     |
| C               | 18 | Jaroslav Plašil    |     | 64’ |
| C               | 17 | Wendel             |     | 78’ |
| C               | 8  | Yoann Gourcuff     |     |     |
| A               | 29 | Marouane Chamakh   |     |     |
| A               | 9  | Fernando Cavenaghi |     | 64’ |
| A disposizione: |    |                    |     |     |
| P               | 16 | Ulrich Ramé        |     |     |
| D               | 6  | Franck Jurietti    |     |     |
| C               | 5  | Fernando           |     | 64’ |
| C               | 10 | Jussiê             |     | 78’ |
| C               | 22 | Grégory Sertic     |     |     |
| A               | 7  | Yoan Gouffran      |     | 64’ |
| A               | 11 | David Bellion      |     |     |
| Allenatore:     |    |                    |     |     |
| Laurent Blanc   |    |                    |     |     |

| Guingamp:       |    |                      |     |     |
|                 |    |                      |     |     |
| P               | 1  | Stéphane Trévisan    |     |     |
| D               | 20 | Yves Deroff          |     | 65’ |
| D               | 6  | Bakary Koné          |     |     |
| D               | 29 | Luís Delgado         |     |     |
| D               | 5  | Mustapha Diallo      | 60’ |     |
| C               | 28 | Fabrice Colleau (c)  |     |     |
| C               | 20 | Richard Soumah       |     | 69’ |
| C               | 23 | Igor Djoman          | 16’ |     |
| C               | 25 | Mouritala Ogunbiyi   |     | 55’ |
| C               | 26 | Thibault Giresse     |     |     |
| A               | 7  | Sébastien Grax       |     |     |
| A disposizione: |    |                      |     |     |
| P               | 16 | Guillaume Gauclin    |     |     |
| D               | 31 | Thierry Argelier     |     | 65’ |
| C               | 10 | Alharbi El Jadeyaoui |     | 55’ |
| C               | 17 | Jugurtha Hamroun     |     |     |
| C               | 33 | Mael Illien          |     |     |
| A               | 11 | Hervé Bazile         |     | 69’ |
| A               | 14 | Mohamed Soly         |     |     |
| Allenatore:     |    |                      |     |     |
| Victor Zvunka   |    |                      |     |     |